# Revolution (пісня)
«Revolution» (укр. Революція) — пісня шведського співака Монса Сельмерлева, з якою він брав участь у Melodifestivalen 2025, де посів 2 місце.

## Про пісню
Авторами слів та композиції стали Себастіан Атас, Давід Ліндгрен, Ола Свенссон та Монс Сельмерлев. Сам Монс вважав пісню кращою, ніж «Heroes», з якою брав участь у Melodifestivalen 2015 та переміг на Пісенному конкурсі Євробачення 2015, і назвав «Revolution» «дуже прямою, масштабною та стрімкою».
Пісня присвячена темі боротьби — боротьби за світ, де кожен може зробити свій внесок і де кожна дрібниця допоможе зробити цей світ кращим.

## Melodifestivalen 2025
Melodifestivalen є шведським музичним конкурсом, який використовується для визначення представника Швеції на Пісенному конкурсі Євробачення. 26 листопада 2024 року SVT, шведський національний мовник, оприлюднив список 30 учасників Melodifestivalen 2025, серед яких був і Монс Сельмерлев. Тоді ж стала відомою і назва його конкурсної пісні — «Revolution».
21 лютого 2025 року, за день до виступу Монса у півфіналі Melodifestivalen, була опублікована «Revolution». 22 лютого співак став переможцем четвертого півфіналу змагань та кваліфікувався до фіналу, який відбувся 8 березня.

На думку букмекерів, Монс із «Revolution» був абсолютним фаворитом на перемогу в Melodifestivalen — його шанси оцінювалися у 59 %. Проте у фіналі конкурсу, що відбувся 8 березня 2025 року, Монс поступився гурту KAJ із піснею «Bara bada bastu» та фінішував другим. За рішенням журі Монс посів перше місце зі 76 балами, у той час як KAJ здобули 74 бали. Проте голосування публіки принесло пісні «Revolution» 81 бал, а «Bara bada bastu» — 90 балів. Таким чином, перша поступилася останній на 7 балів — 165 проти 157.

Фрагменти виступу на Melodifestivalen 2025
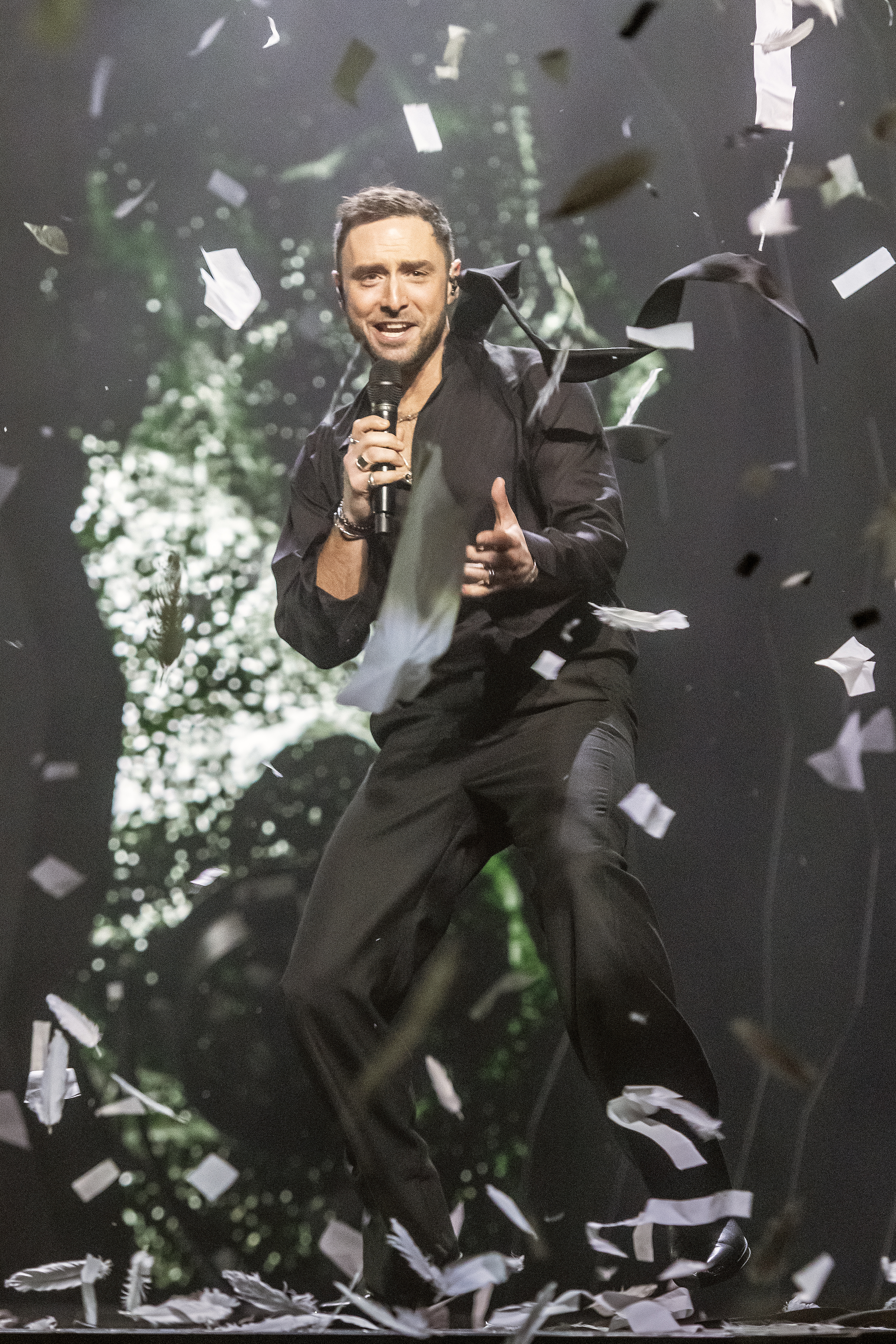
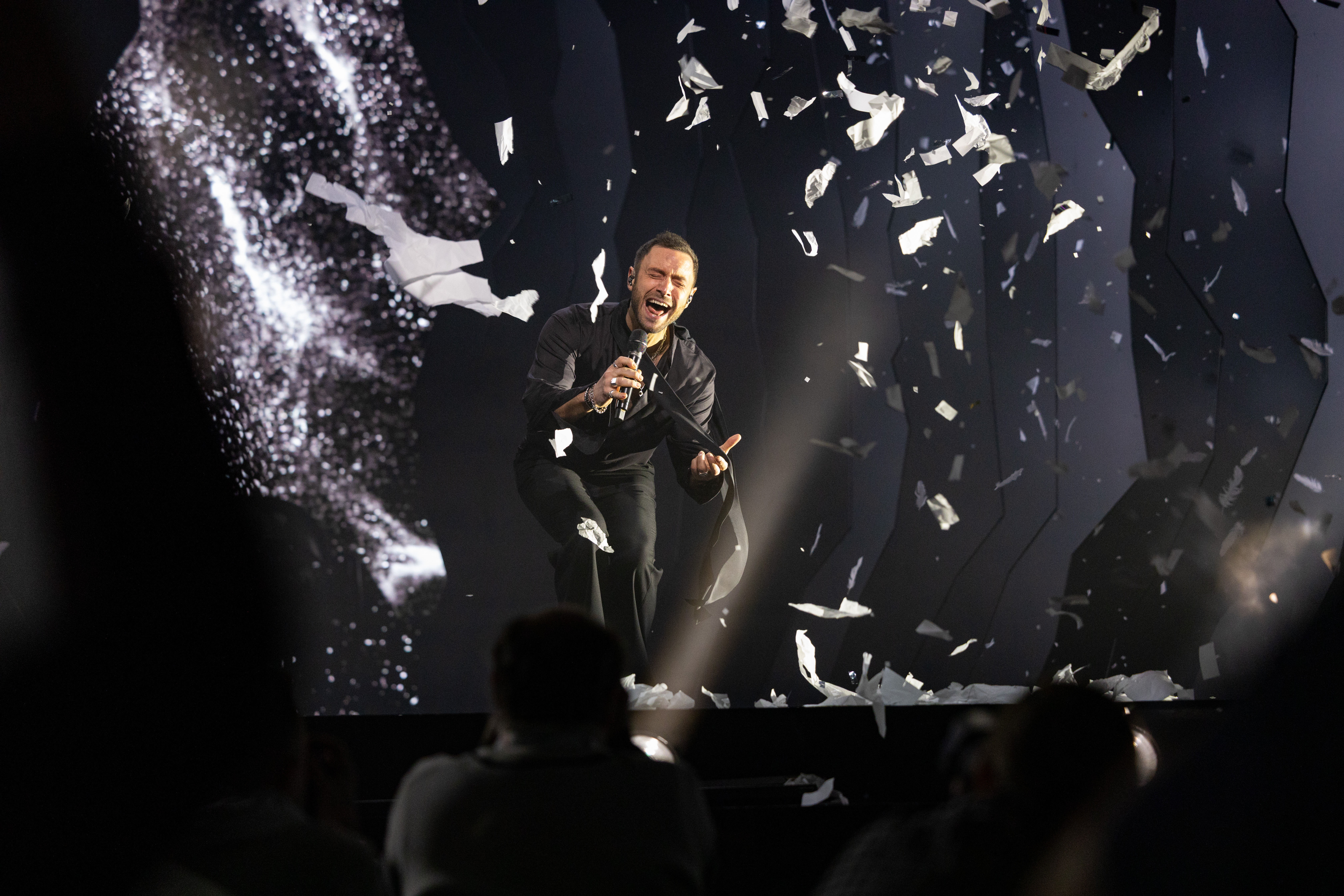
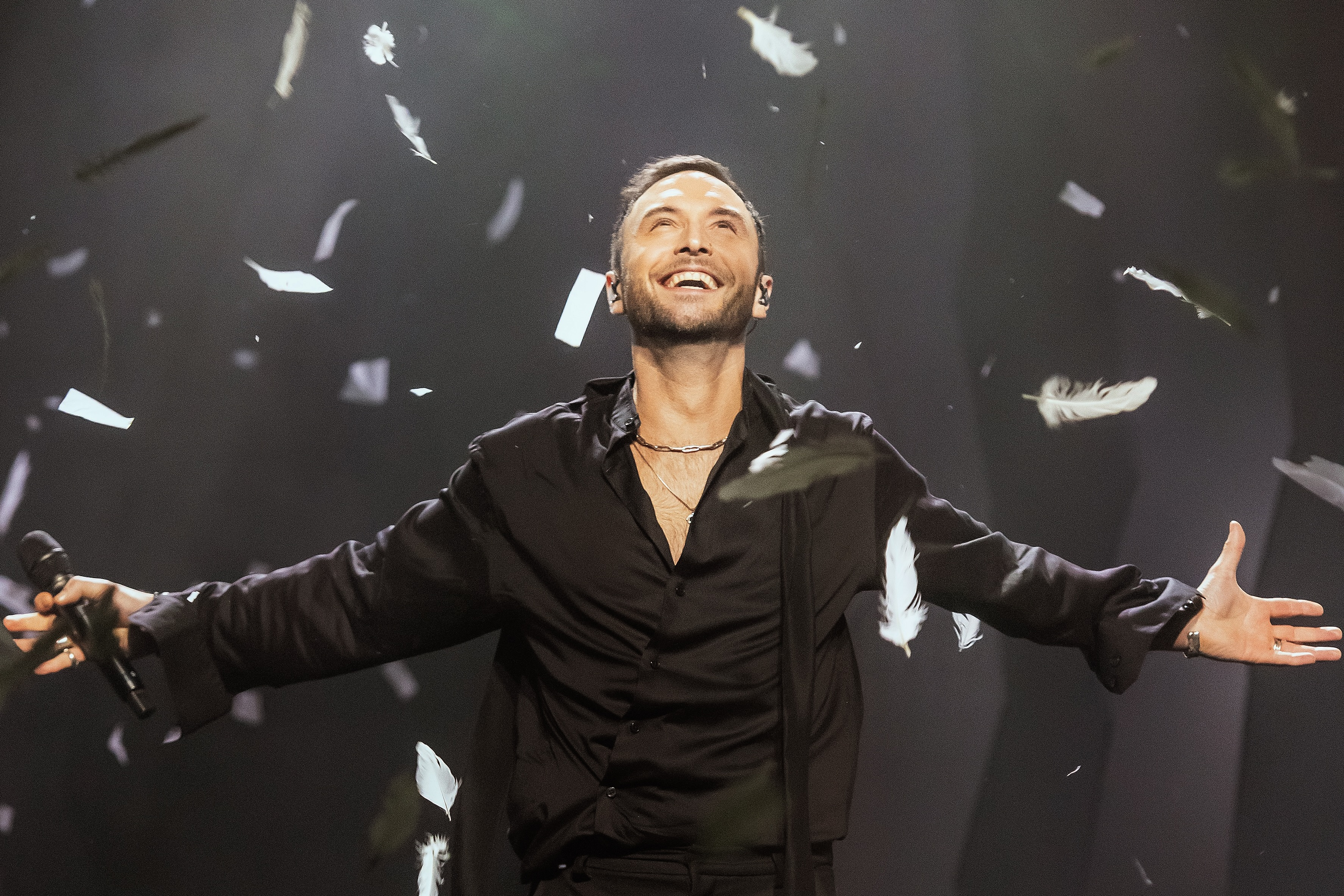
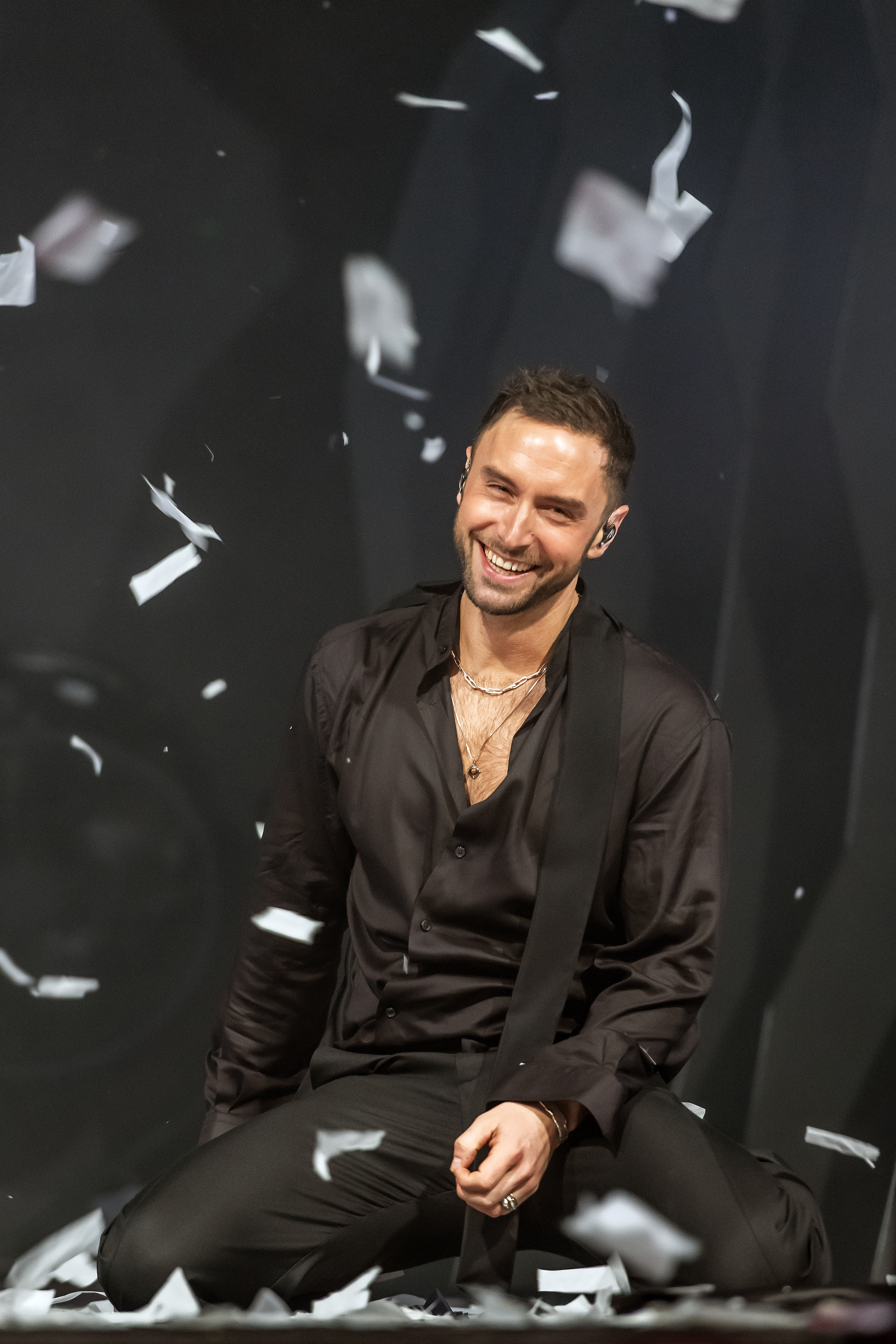

## Список композицій
Цифрове завантаження
- «Revolution» — 3:00
- «Broken» — 3:09
- «Revolution Acoustic Version» — 2:50